# Гертфорд (Північна Кароліна)
Гертфорд (англ. Hertford) — місто (англ. town) в США, в окрузі Перквіманс штату Північна Кароліна. Населення — 1934 особи (2020).

## Географія
Гертфорд розташований за координатами 36°10′37″ пн. ш. 76°28′0″ зх. д. / 36.17694° пн. ш. 76.46667° зх. д. (36.176849, -76.466552).  За даними Бюро перепису населення США в 2010 році місто мало площу 7,45 км², з яких 7,40 км² — суходіл та 0,06 км² — водойми.

## Демографія
Згідно з переписом 2010 року, у місті мешкали 2143 особи в 875 домогосподарствах у складі 553 родин. Густота населення становила 288 осіб/км².  Було 1062 помешкання (142/км²).
Расовий склад населення:
| - 48,1 % — чорних або афроамериканців - 46,5 % — білих - 0,4 % — азіатів - 0,1 % — корінних американців - 3,5 % — осіб інших рас |

До двох чи більше рас належало 1,4 %. Частка іспаномовних становила 4,8 % від усіх жителів.
За віковим діапазоном населення розподілялося таким чином: 25,2 % — особи молодші 18 років, 56,3 % — особи у віці 18—64 років, 18,5 % — особи у віці 65 років та старші. Медіана віку мешканця становила 38,6 року. На 100 осіб жіночої статі у місті припадало 79,0 чоловіків;  на 100 жінок у віці від 18 років та старших — 75,3 чоловіків також старших 18 років.
Середній дохід на одне домашнє господарство  становив 38 873 долари США (медіана — 24 559), а середній дохід на одну сім'ю — 49 416 доларів (медіана — 39 306). Медіана доходів становила 33 824 долари для чоловіків та 33 750 доларів для жінок. За межею бідності перебувало 37,6 % осіб, у тому числі 59,8 % дітей у віці до 18 років та 7,4 % осіб у віці 65 років та старших.
Цивільне працевлаштоване населення становило 675 осіб. Основні галузі зайнятості: освіта, охорона здоров'я та соціальна допомога — 34,1 %, роздрібна торгівля — 16,4 %, науковці, спеціалісти, менеджери — 8,1 %, виробництво — 8,1 %.